# Dialect Fluorescent
 Dialect Fluorescent ist ein Jazzalbum des Steve Lehman Trio. Die am 22. August 2011 im Systems Two Studio, Brooklyn, entstandenen Aufnahmen erschienen im April 2012 auf Pi Recordings.

## Hintergrund
Im Jahr 2003 nahm Lehman eine Trio-Session Interface mit Mark Dresser und Pheeroan akLaff auf. Im Laufe von sieben Eigenkompositionen hätten die drei Musiker eine experimentierende Interpretation des Saxophon/Bass/Schlagzeug-Formats erarbeitet, und Lehman nutzte das Trio-Format effektiv als Rahmen für seine kompositorischen Rahmenbedingungen, wobei er die Free-Jazz-Tradition als Prüfstein nutzte, gesäuert durch seinen herb-kantigen Ton und Free-Bop-Phrasierung, die nach Michael Rosenstein an seine Studien bei Jackie McLean erinnere. Das Album Dialect Fluorescent, das fast ein Jahrzehnt später aufgenommen wurde, zeigt Lehman mit dem Bassisten Matt Brewer und dem Schlagzeuger Damion Reid, die sich durch einen Mix aus den Kompositionen des Bandleaders und einigen Coverversionen arbeiteten und Michael Rosenstein zufolge einen Einblick in seine Entwicklung in den vergangenen Jahren gaben. Mit dem Bass-/Schlagzeug-Duo Brewer/Reid mischte Lehman eigene Kompositionen wie „Alloy“ mit Hardbop-Klassikern wie John Coltranes „Moment's Notice“, Duke Pearsons „Jeannine“ und Jackie McLeans „Mr E“. Es gibt sogar einen Showtune, der Anthony-Newley-Hit „Pure Imagination“ [aus Charlie und die Schokoladenfabrik (1971)], stellte John Fordham fest.

## Titelliste
- Steve Lehman Trio: Dialect Fluorescent (Pi Recordings PI42)[3]

1. Allocentric (Intro) 3:09
2. Allocentric 4:07
3. Moment's Notice (John Coltrane) 4:38
4. Foster Brothers 4:38
5. Jeannine (Duke Pearson) 6:54
6. Alloy 5:46
7. Pure Imagination (Anthony Newley, Leslie Bricusse) 6:09
8. Fumba Rebel 6:49
9. Mr. E (Jackie McLean) 3:57

Wenn nicht anders vermerkt, stammen die Kompositionen von Steve Lehman.

## Rezeption

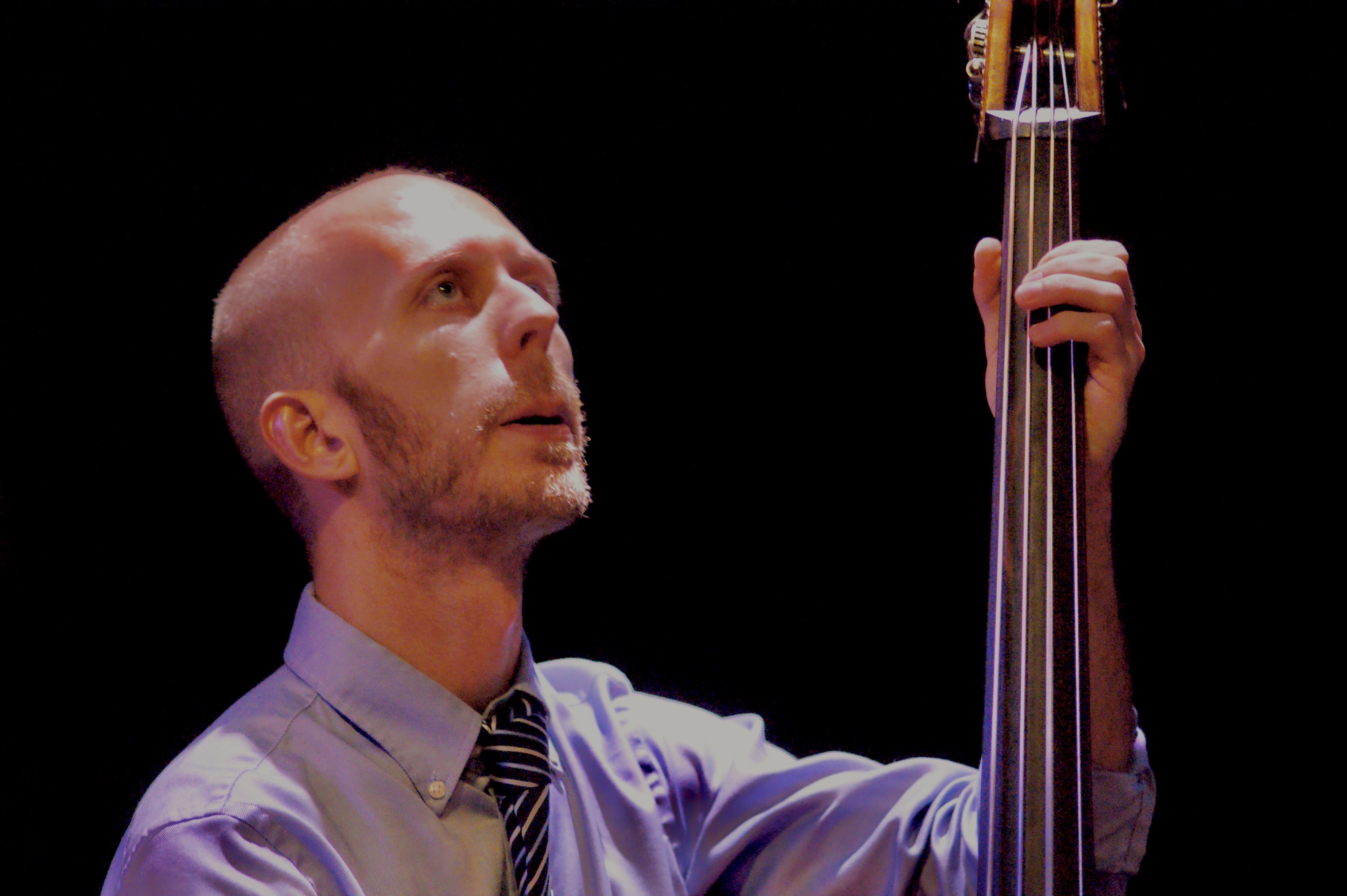
Matt Brewer mit dem Steve Lehman Trio im Bimhuis Amsterdam 2012

Lehmans chromatische Spielhaltung zeichne sich durch einen sanften Klang aus, der oft mit plätschernden Wirbeln und dreister Feuerkraft zergliedert werde, um einen Kontrast zu einer Fülle abwechselnder rhythmischer Exkursionen zu bilden, schrieb Glenn Astarita in All About Jazz. Auf „Foster Brothers“ zeige das Trio einiges an Kraft in einen gebrochenen, aber diszipliniert gespielten Stück mit ungeraden Takten, das zwischen flotten Unisono-Refrains Funk-Einflüsse berühre. Lehman lege den zehnten Gang ein, während Schlagzeuger Damion Reed mit pfeffrigen Beats den Puls antreibe, und Bassist Matt Brewer das Trio bei einer Melodie verankere, die größtenteils auf einem oszillierenden Groove basiere. Es handle sich um ein energiegeladenes Motiv, das Lehmans kluge Improvisationsfähigkeiten und seine persönliche Herangehensweise an komplexe harmonische Formate unterstreiche, beeinflusst von unkonventionellen Modulationen.
Lehmans Ansatz sei eine Verschmelzung seines Studiums bei Hard-Bop-Meister Jackie McLean und seiner Ausbildung bei der Jazz-Ikone Anthony Braxton, schrieb Mark Corroto. Seine Arbeit mit diesen Saxophonisten offenbare einen klugen und bulligen Klang. Lehmans Ansatz sei hier im Trio mit Reid und Brewer gut zu hören und sei „als eine Art Hip-Hop des denkenden Mannes“ zu betrachten. Dabei kämen die fünf Lehman-Kompositionen voll zur Geltung. Lehmans hochmoderner Ansatz (der sich auch mit Elektronik beschäftigt) sei hier auch aus moderner Klassik und Hip-Hop zusammengesetzt, ohne als solche klassifiziert zu werden.

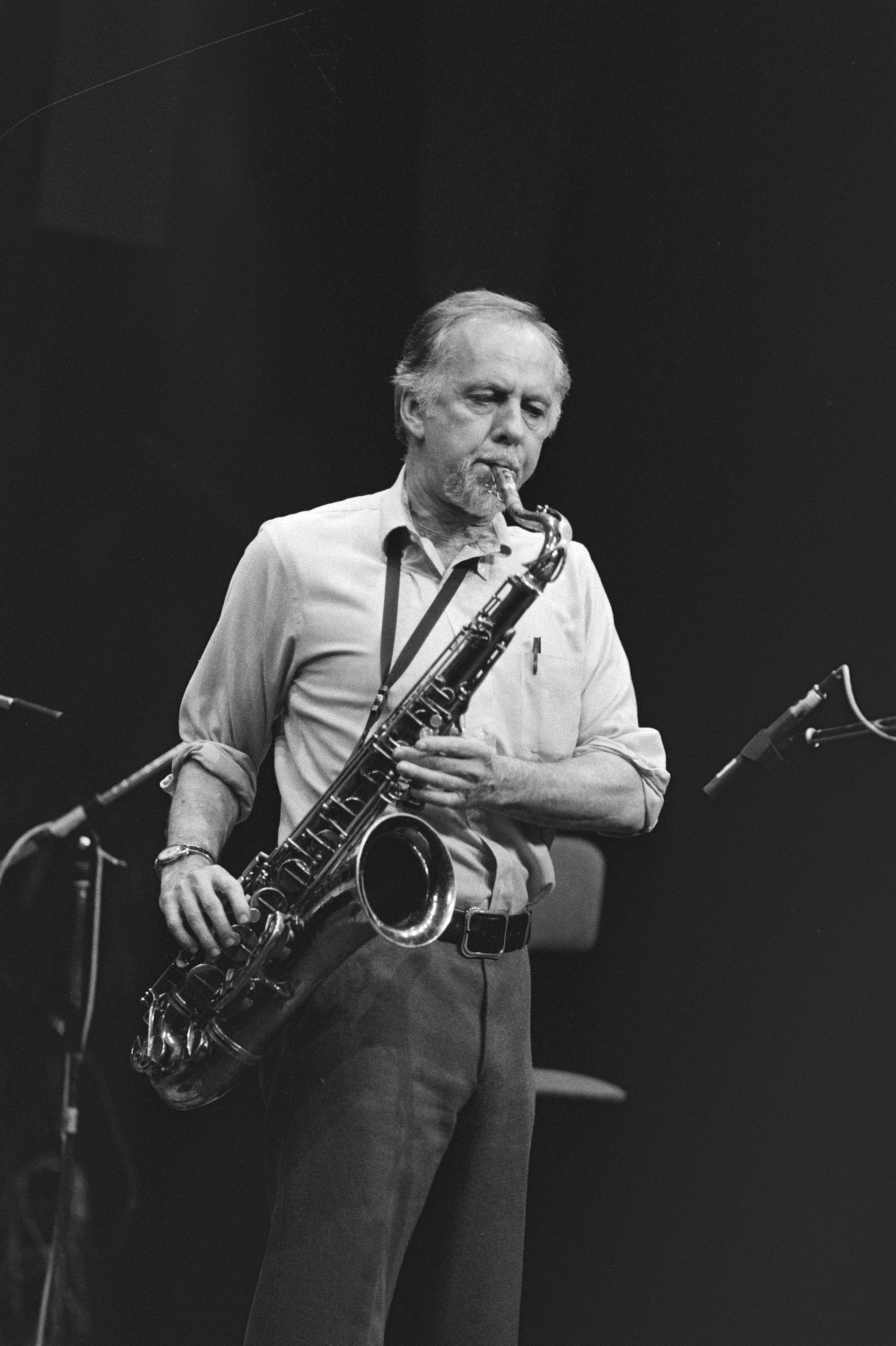
Warne Marsh (Amsterdam, 1982)

Manchen mag Lehmans Musik [aus dieser Zeit] zu akademisch klingen, wertete John Fordham in Guardian – daher könnte dieses unerwartet wurzelige und oft hart swingende Trioalbum mit seinen verstreuten Standards die ideale Lösung sein. Der Anthony-Newley-Hit „Pure Imagination“ untermale in seiner Interpretation mit flotten Uptempo-Linien und der sehnsüchtigen Härte von Albert Ayler über einem wummernden Bass-Walk. Lehman würde manchmal in einer lebhaften, süß-sauren Welt zwischen westlichen Tonhöhen (wie auf dem mehrstimmigen „Allocentric“) operieren, aber oft mit einer kühl geschwungenen Flüssigkeit eines Lee Konitz oder Warne Marsh, wie er es auf einem berauschenden „Moment's Notice“ tue. Aber Brewers dröhnender Basssound und Reids holpriger Drive machten „Jeannine“ wahrscheinlich zum herausragenden Stück des Albums.
Natürlich sei ein akademischer Hintergrund, egal wie beeindruckend er ist, nie ein verlässlicher Indikator für das Potenzial, aber im Laufe des letzten Jahrzehnts habe sich Lehman immer wieder als begeisterter Entdecker erwiesen, urteilte Michael Rosenstein im Dusted. Wenn man sich seine Aufnahmen anschaut, findet man einen Musiker, der sich gleichermaßen der Erweiterung der Jazz-Tradition verschrieben hat, dem aber die Vorliebe gegenübersteht, expansive Kompositionsformen zu finden, in denen er durch kollektive Improvisation arbeiten kann. Lehmans Schreibstil biete eine wirksame Grundlage für das Trio-Zusammenspiel bei „Alloy“ und „Fumba Rebel“, die beide von Brewers und Reids Sinn für treibenden Antrieb und der umständlichen Phrasierung und dem Fokus des Bandleaders auf die Form profitieren, egal wie hitzig das Spiel werde. Dann sei da noch die Art und Weise, wie sie das rührselige „Pure Imagination“ in eine ekstatische Übung verwandelten, die das Thema mit kraftvoller Erfindungskraft verdrehe und umkehre. Mit diesem Album würde Lehman eine Reihe herausragender Veröffentlichungen fortsetzen und [seine Bedeutung mit] seinem forschenden Ansatz als Leader, Autor und Improvisator unter Beweis stellen.
„Noch steht der 34-jährige New Yorker Altsaxofonist Steve Lehman in der Wahrnehmung bei uns im Schatten der Stars seiner Generation wie Rudresh Mahanthappa oder Vijay Iyer“, stellte Thomas Fitterling (Rondo) in seiner Besprechung von Dialect Fluorescent in der Fachzeitschrift Rondo fest. Ähnlich wie der seiner prominenten Altersgenossen würde auch sein Hintergrund deutlich von der klassischen Bebop-Sozialisierung abweichen. In seinen oft größeren Ensembles verwirkliche er eine komplexe Musik, in der Elektronik und Hip-Hop-Einflüsse eine wichtige Rolle spielen, doch hier habe er ein rein akustisches Trio-Album vorgelegt. Die Musik klinge faszinierend wie eine von einem imaginären Lee Konitz betriebene Wiedergeburt des Ornette-Coleman-Trios aus dem Geiste der M-Base: „Vertrackte, trommelverliebte Schlagzeugrhythmen sind aufs engste mit muskulösen Bassfiguren verwoben; in diese Textur fügt drängend das Altsaxofon ausgefuchste abstrakte Muster“. Das sei ungeheuer fesselnd; auf Dauer aber würde einem diese dichte Wucht fast den Atem nehmen, zumal der Sound die lichte Luft der Becken klein halte.